# Ланац снабдевања
У пословању и финансијама, ланац снабдевања је систем организација, људи, активности, информација и ресурса који су укључени у кретање производа или услуга од добављача до потрошача. Активности ланца снабдевања укључују трансформацију природних ресурса, сировина и компоненти у готове производе који се достављају крајњим корисницима. У напреднијим системима ланца снабдевања, производи који се користе могу поново у сваком тренутку да уђу у ланац снабдевања у којима може да се рециклира преостала вредност. Ланац снабдевања повезује ланац вредности.

## Приказ
Савет стручњака за управљање ланцем снабдевања (ССЗУЛС engl.CSCMP) дефинише управљање ланцем снабдевања на следећи начин:
 Менаџмент ланца снабдевања обухвата планирање и управљање свих активности које обухватају порекло и набавку, претварање, као и све активности везане за управљање логистиком. Оно што је такође битно је да укључује координацију и сарадњу са каналним партнерима, који могу бити добављачи, посредници, пружаоци услуга у виду трећег лица и потрошачи. У суштини, менаџмент ланца снабдевања интегрише менаџмент понуде и потражње, како унутар тако и ван компаније. Менаџмент ланца снабдевања је интегрална функција која има примарну одговорност да повеже основне пословне функције и процесе унутар и изван компаније у кохезиван и ефикасан бизнис модел. Он укључује све претходно наведене активности управљања логистиком, као и производне операције, што доводи до координације процеса и активности унутар и изван маркетинга, продаје, дизајна производа, финансија и информационих технологија.
— Савет стручњака за управљања ланцем снабдевања (ССЗУЛС)
Типичан ланац снабдевања почиње еколошким, биолошким и политичким регулисањем природних ресурса, следи прибављање сировина као и неколико производних карика (на пример изградња компоненти, састављање и спајање) пре него што се роба отпреми до све мањег и географски удаљењијег магацинског простора, и коначно дође до потрошача.
Према томе, многе размене које се срећу у ланцу снабдевања су управо између различитих компанија које желе да повећају свој приход унутар својих области интересовања, али зато показују мало или нимало знања и интересовања за преостале играче у ланцу снабдевања. У скорије време, слабо спојена мрежа самостално органиѕованих компанија која сарађује да би се обезбедио производ и понудила услуга назива се проширено предузеће.
Као део свог напора да се прикаже етичко понашање, многе велике компаније и глобални брендови интегришу правила понашања и смернице у своју корпоративну културу и системе менаџмента. Кроз њих, корпорације постављају захтеве својим добављачима (објекти, фарме, подизвођачке услуге као на пример послови чишћења, кантине, обезбеђења и друго), и кроз друштвене ревизије потврђују да су у складу са потребним стандардом. Недостатак видљивости у ланцу снабдевања је познат као мистификација, која потрошачима не дозвољава да виде порекло своје куповине што представља друштвено неодговорно пословање. Менаџери ланца снабдевања су под сталним надзором како би се обезбедило најбоље одређивање цене за њихове ресурсе, што постаје тежак задатак због својственог недостатка видљивости. Бенчмаркинг је један од ефективних метода за идентификовање конкурентних цена у индустрији. Ово даје преговарачима чврсту основу за формирање стратегије и укупне потрошње.

## Моделовање
Постоје различити модели ланца снабдевања, који се баве примарним и секундарним
елементима у менаџменту ланца снабдевања (МЛС engl.SCM). Референца пословања ланца снабдевања (РПЛС engl. SCOR) је модел развијен од стране удружења установа индустрије и непрофитног Савета ланца снабдевања (који је сада део Америчког друштва за контролу производње и инвентара АДКПИ) заправо је постао међуиндустријски стандард којим се дефинише обим ланца менаџмента снабдевања. РПЛС мери укупне перформансе ланца снабдевања. То је референтни модел процеса за управљање ланцем снабдевања, од једног добављача до другог, једног купца до другог купца. Он укључује учинак процеса испоруке и испуњења поруџбине, флексибилност у производњи, трошкове обраде повраћаја и гаранције, обрт активе и инвентара, као и друге факторе у процени укупног ефективног учинка ланца снабдевања.
Форум глобалног ланца снабдевања је увео још један модел ланца санбдевања. Темељ овог оквира чини осам кључних пословних процеса који су у природи међуфункционални и међузависни. Сваким процесом управља међуфункционални тим који укључује и представнике логистике, производње, набавке, финансија, маркетинга и истраживања и развоја. Иако се сваки процес сучељава са кључним корисницима и снабдевачима, процеси управљања односа са корисницима и управљања односа са добављачима формирају критичне везе у ланцу снабдевања.
Оквир за класификацију процеса (ОЗКП engl.PCF) Америчког центра за продуктивност и квалитет (АЦЗПИК engl. APQC) SM је индустријски неутралан модел предузећа на високом нивоу који омогућава организацијама да сагледају своје пословне процесе са међуиндустријског гледишта. ОЗКП је развијен од стране АЦЗПИК и његових организација чланица као отворен стандард да би се обезбедило побољшање кроз управљање процесима и бенчмаркинг, без обзира на индустрију, величину или географију. ОЗКП организује оперативне и управљчке процесе у 12 категорија на нивоу предузећа, укључујући процесне групе и преко 1000 процеса и повезаних активности.
У области јавног здравља у земљама у развоју, Инкорпорација Џон Сноу, развила је JSI оквир за Интегрисано управљање ланцем санбдевања у јавном здрављу, који се ослања на најбоље праксе комерцијалног сектора за решавање проблема у ланцима санбдевања у јавном здрављу.

## Менаџмент
Осамдесетих година, термин менаџмент ланца снабдевања (МЛС engl. SCM) је равијен да би се изразила потреба интеграције кључних пословних процеса, од крајњег корисника до изворних добављача. Изворни добављачи су они који обезбеђују производе, услуге и информације које додају вредност за кроиснике и остале стејкхолдере.
Главна идеја која стоји иза менаџмента ланца снабдевања је та да се компаније и корпорације укључе у ланац снабдевања разменом информација везано за флуктуације на тржишту и производне могућности. Кејту Оливеру, консултанту у Booz Allen Hamilton, приписује се дефинисање термина, након што га је употребио у интервјуу за Financial Times 1982. Термин су раније користили Alizamir и сарадници 1981. 
Ако су све релевантне информације доступне било којој релевантној компанији, тада свака компанија у ланцу снабдевања има способност да помогне у подоптимизацији читавог ланца снабдевања уместо да се оптимизација изврши само на основу локалног интереса. Ово ће довести до боље укупне планиране производње и дистрибуције, а самим тим и до боље продаје и бољих укупних резултата укључених компанија. Ово је један облик вертикалне интеграције.
Успешно инкорпорисан МЛС (engl. SCM) доводи до нове врсте конкуренције на глобалном тржишту, где конкуренција нема више облик компанија против компаније, већ облик ланац снабдевања против ланца снабдевања.
Главни циљ менаџмента ланца снабдевања је да задовољи захтеве корисника уз најефикаснију употребу ресурса, укључујући капацитет дистрибуције, инвентар и рад. У теорији, ланац снабдевања тежи да усклади потражњу и понуду и да то уради уз минималан инвентар. Различити видови оптимизовања ланца снабдевања укључују повезивање са добављачима како би се елиминисала уска грла; стратегијско проналажење извора снабдевања како би се постигла равнотежа између најнижих материјалних трошкова и транспорта, имплементацију правовремених техника како би се оптимизовао ток производње; одржавање праве комбинације и локације фабрика и складишта која ће служити тржиштима купаца; као и коришћење расподеле локација, анализа рутирања возила, динамичко програмирање и традиционална оптимизација логистике како би се максимизирала ефикасност дистрибуције.
Термин „логистика“ се односи на активности унутар једне компаније или организације укључујући дистрибуцију производа, док „ланац снабдевања“ додатно обухвата производњу и набавку. Стога има много шири фокус јер укључује више предузећа (укључујући снабдеваче, произвођаче и трговце), која раде заједно како би задовољила потребе корисника за производом или услугом.
Почевши од 1990-их, неколико компанија се одлучило на издвајање послова логистике (аутсорсинг) у управљању ланцем снабдевања путем партнерства са добављачем логистике са треће стране (3PL). Компаније такође аутсорсују процес производње другим произвођачима путем уговора. Технолошке компаније су се повећале како би задовољиле тражњу да помогну у управљању овим сложеним системима.
Постоје четири општа модела ланца снабдевања. Поред три горе споменута, посотоји и Оквир најбоље праксе у ланцу снабдевања.

## Флексибилност
У новијим истраживањима, флексибилност, као „способност ланца снабдевања да се носи са променама“, , сматра се следећом фазом у еволуцији традиционалних, структура предузећа усмерених на место према високо виртуализованим структурама, које су усредсређене на клијенте и које омогућавају људима да раде било када, било где.  Ова флексибилна мрежа снабдевања треба да усклади своју стратегију и операције како би се прилагодила ризику који утиче на њене капацитете. Флексибилност ланца снабдевања је побољшана кроз сарадњу широм мреже, подржавајући брже прилагођавање променама у снабдевању. Овде се не ради о одговору на једнократну кризу или једноставно поседовање флексибилног ланца снабдевања. Овде се ради о континуираном предвиђању и прилагођавању дисконтинуитетима који могу трајно нарушити вредност понуде основног пословања са посебним фокусом на обезбеђивање задовољства купаца. Стратешка флексибилност захтева сталне иновације у погледу структура производа, процеса, али и корпоративног понашања. Недавна истраживања наводе да ланци снабдевања могу такође допринети и флексибилности предузећа.

## Улога интернета
На Интернету, корисници могу директно ступити у контакт са дистрибутерима. Ово је у одређеној мери смањило дужину ланца тако што је смањен број посредника. Неке од предности су смањење трошкова и већа сарадња.

## Друштвена одговорност
Инциденти као што је рушење зграде Савара 2013. године са више од 1100 жртава довели су до ширења распарава о друштвеној одговорности глобалних ланаца снабдевања. Виеланд и Хандфиелд (2013) сугеришу да компаније морају да контролишу производе и добављаче и да ревизија добављача треба да иде даље од директних односа са добављачима првог реда. Они такође истичу да је потребно побољшати видљивост ако се понуда не може директно контролисати и да паметне и електронске технологије играју кључну улогу у побољшању видљивости. Коначно, они истичу да је сарадња са локалним партнерима, широм индустрије и са универзитетима кључна за успешно управљање друштвеном одговорношћу у ланцима снабдевања..

## Следљивост у пољопривредним ланцима снабдевања
Многа пољопривредна предузећа и прерађивачи хране прибављају сировине од малих пољопривредника. Ово је нарочито истакнуто у одређеним секторима, као што су кафа, какао и шећер. Током протеклих 20 година, дошло је до помака у ланцима снабдевања који се могу пратити. Уместо да купују усеве који су прошли кроз неколико нивоа сакупљача, фирме сада добијају директно од пољопривредника или поузданих агрегатора. Покретачи ове промене укључују забринутост у вези са безбедношћу хране, дечијим радом и еколошком одрживошћу, као и жељу да се повећа продуктивност и побољша квалитет усева. 

## Пропис
Безбедност ланца снабдевања постала је посебно важна последњих година. Као резултат тога, ланци снабдевања су често предмет глобалних и локалних прописа (регулатива). У Сједињеним Америчким Државама, 2010 године појавило се неколико главних прописа који су трајно утицали на функционисање глобалних ланаца снабдевања. Ови нови прописи укључују Сигурносно архивирање увозника – ИСФ) и додатне одредбе Програма за сертификовање терета.

## Развој и дизајн
Са повећањем глобализације и лакшим приступом алтернативним производима на данашњем тржишту, значај дизајна производа за стварање тражње постало је значајније него икада. Поред тога, како се повећава понуда, а самим тим и конкуренција, међу компанијама са ограниченом тржишном тражњом повећава и како цене и други маркетиншки елементи постају фактори са мањом значајношћу, дизајн производа такође игра другачију улогу пружајући атрактивне карактеристике за стварање трашжње. У том контексту, стварање тражње се користи да би се дефинисала привлачност дизајна производа у смислу утицаја на стварање тражње. Другим речима, то би представљало способност дизајна производа да ствара тражњу задовољавајући очекивања купаца (корисника). Међутим, дизајн производа не утиче само на стварање тражње, већ и на производне процесе, цену, квалитет и време реализације. Дизајн производа директно утиче на повезани ланац снабдевања и његове захтеве, укључујући производњу, транспорт, квалитет, количину, распоред производње, избор материјала, производне технологије, производне политике, прописе и законе. Уопштено говорећи, успех ланца снабдевања зависи од дизајна производа и могућности ланца снабдевања, али је и обрнуто: успех производа зависи од ланца снабдевања који га производи.
С обзиром да дизајн производа диктира вишеструке захтеве у ланцу снабдевања, као што је раније поменуто, онда када се заврши са дизајном производа, даље се покреће структура ланца снабдебања, ограничавајући флексибилност планирања да ствара и процењују различите (и потенцијално исплативије) алтернативе ланца снабдевања.